# Ciudad del Este
Ciudad del Este (španělsky znamená Město východu, guaransky Táva Kuarahyresẽme) je hlavním městem departementu Alto Paraná v Paraguayi. Nachází se na řece Paraná. Je druhým největším paraguayským městem. V roce 2008 zde žilo 320 782 obyvatel.
Město bylo založeno v roce 1957 kdy neslo název Puerto Flor de Lis, a poté bylo až do roku 1989 nazýváno Puerto Presidente Stroessner, po paraguayském diktátorovi Alfredu Stroessnerovi.
Město je součástí trojúhelníku známého jako Triple Frontera (Trojí hranice). Mostem přátelství je spojeno s brazilským městem Foz do Iguaçu. Ve městě sídlí římskokatolická diecéze města Ciudad del Este.

## Populace
Ve městě žije velké množství asijských obyvatel, převážně Tchajwanců, Korejců, Arabů a Íránců. Díky tomu se ve městě nachází i mešity a pagody. Tchajwanská vláda hradila stavbu nové radnice výměnou za paraguayskou podporu u Organizace spojených národů.

## Sport
- CA 3 de Febrero – fotbalový klub[1]

## Galerie

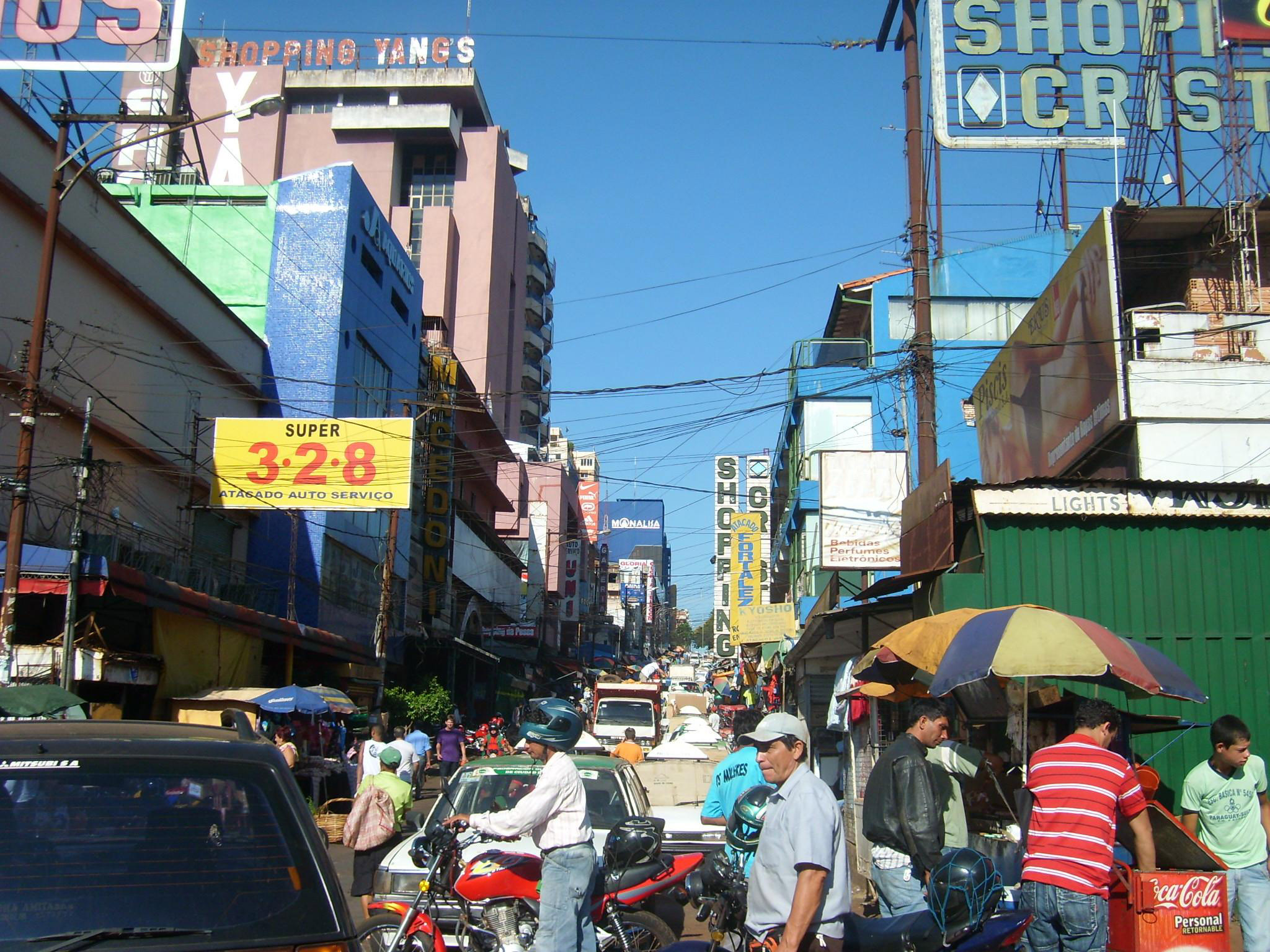
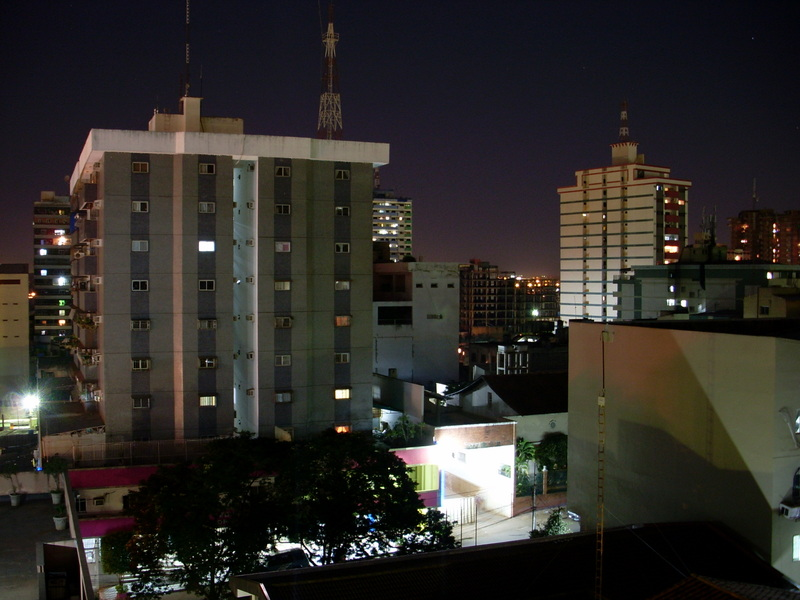
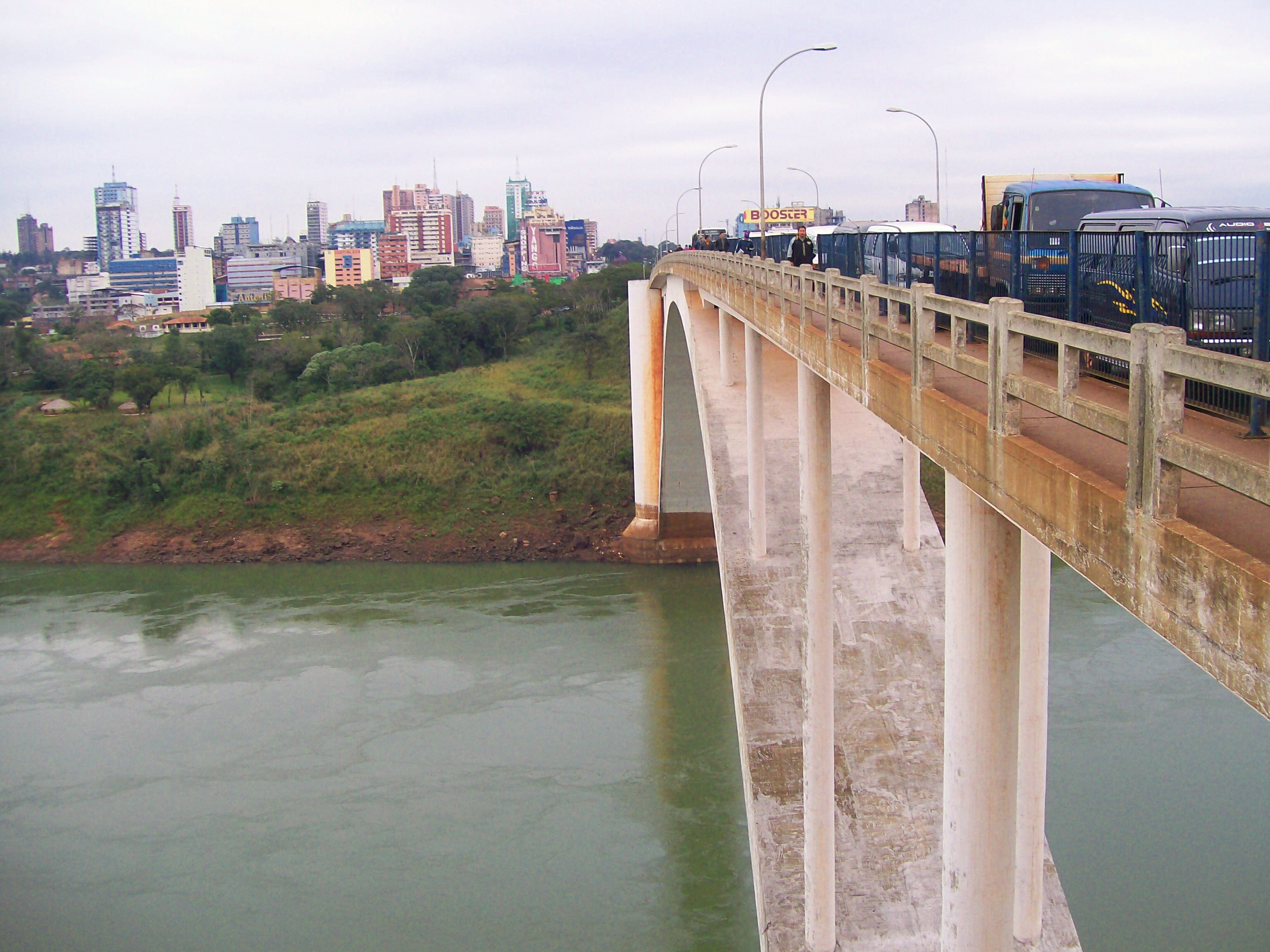
Most přátelství
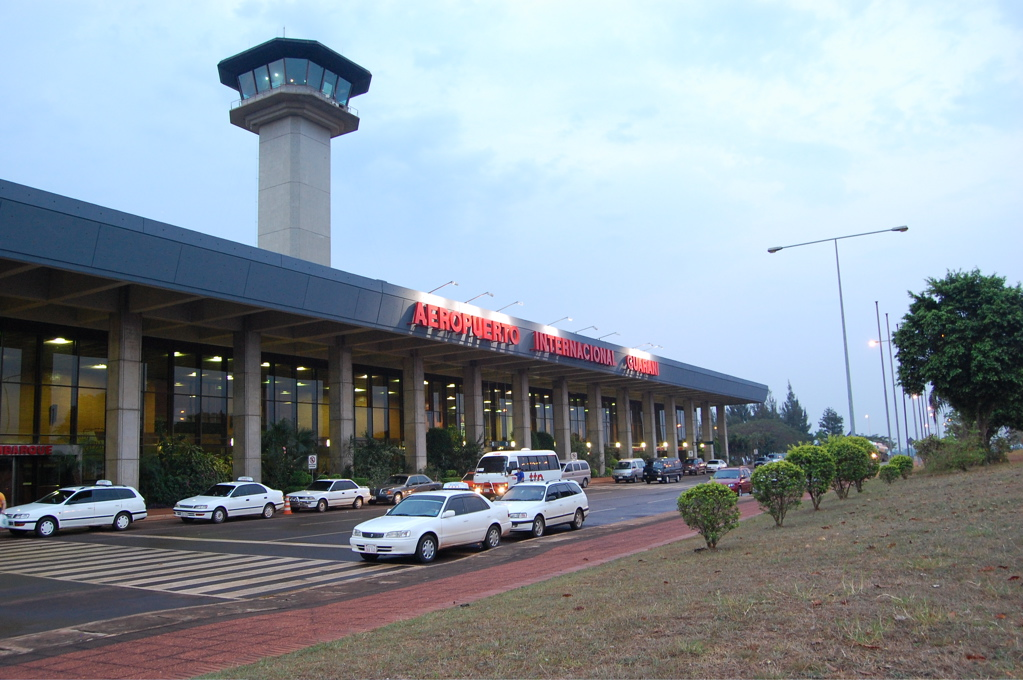